# Gold Bar (Washington)
Gold Bar je grad u američkoj saveznoj državi Washington. Prema popisu stanovništva iz 2010. u njemu je živjelo 2.075 stanovnika.